# Speechless
Speechless – ósmy utwór Michaela Jacksona z albumu Invincible. W Korei Południowej został wydany jako promocyjny singel, zawiera on oprócz „Speechless” również remix „You Rock My World” z udziałem Jay-Z. Remix zawiera sample utworu Biza Markie „Nobody Beats The Biz”.
W filmie Michael Jackson’s This Is It, który pokazuje przygotowania do trasy koncertowej This Is It można usłyszeć jak Jackson zaśpiewał na żywo końcówkę piosenki.

## Lista utworów
Promo
1. Speechless
2. You Rock My World (Track Masters Remix)

## Szczegółowe informacje
- Wokal: Michael Jackson
- Słowa i muzyka: Michael Jackson
- Produkcja: Michael Jackson
- Organizacja i kierownictwo orkiestry: Michael Jackson i Jeremy Lubbock
- Instrumenty klawiszowe: Brad Buxer
- Miks: Bruce Swedien